# Genovska republika
Genovska republika (italijansko Repubblica di Genova, ligursko: Repúbbrica de Zêna) je bila neodvisna država v Liguriji na severozahodni obali Apeninskega polotoka (1005–1797), Korziki (1347–1768) in številnih drugih  ozemljih v Sredozemlju.
Nastala je v Genovi, ko je mesto postalo samoupravna srednjeveška komuna znotraj srednjeveškega Italskega kraljestva (Regnum Italicum), in se končala, ko jo je osvojila Francoska prva republika in jo nadomestila z Ligursko republiko. Korziko je z  versajsko mirovno pogodbo prepustila Franciji že leta 1768.  Ligurska republika je bila leta 1805 priključena k Prvemu francoskemu cesarstvu. Po Napoleonovem porazu leta 1815 je za kratek čas ponovno zaživela, dokler ni bila leta 1815 dokončno priključena Sardinskemu kraljestvu.
Genova je sedaj glavno mesto italijanske dežele Ligurije.

## Geografija
Genovska republika je ob ustanovitvi v zgodnjem 11. stoletju obsegala mesto Genovo in njeno okolico. Z rastjo trgovanja se je širilo tudi njeno ozemlje. Leta 1015 je posedovala že celo Ligurijo, po prvi križarski vojni leta 1098 pa je dobila v posest tudi mnogo naselij v Siriji. Večino njih je v Saladinovih vojnih pohodih kmalu zatem izgubila, dobila pa mdr. Monako (1215). Leta 1261 je del genovskega ozemlja postalo mesto Izmir na zahodni obali Anatolije. Leta 1255 je republika na polotoku Krimu ustanovila svojo kolonijo Caffo (sedanja Feodozija), v naslednjih letih pa še kolonije v Sudaku, Kerču in Balaklavi. Bizantinsko cesarstvo ji je leta 1275 podelilo otoka Hios in Samos. Med letoma 1316 in 1332 je Genova ob Črnem morju ustanovila koloniji Azov in Samsun. Leta 1355 je dobila otok Lesbos, proti koncu 14. stoletja pa še Ciper in ob Črnem morju ustanovila kolonijo Samastri. V tistem času je obvladovala tudi četrtino Konstantinopla in Trabzon, prestolnico Trabzonskega cesarstva.  Večino genovskih ozemelj je v 15. stoletju osvojilo Osmansko cesarstvo.

## Zgodovina

### Vzpon
Republika je bila ustanovljena v zgodnjem 11. stoletju, ko je Genova postala samoupravna srednjeveška komuna znotraj Italskega kraljestva. V tistem času so obalna mesta ob Tirenskem morju stalno napadali muslimanski plenilci in leta 1004 oplenili Piso. Napadi so se zatem stopnjevali do leta 1015, ko so napadi Luni, denijski emir Mudžahid al-Siqlabi pa je s 125 ladjami napadel Sardinijo. Leta 1016 so združene genovske in pisanske čete uspele Sardinijo obraniti pred mavrskimi napadalci. 
Leta 1066 je med Genovo in Piso izbruhnila vojna za oblast nad Sardinijo. Leta 1087 je združeno genovsko in pisansko ladjevje pod poveljstvom Huga Pisanskega, kateremu so se pridružile čete iz Pantaleoneja, Salerna in Gaete napadle severnoafriško mesto Mahdijo, prestolnico Fatimidskega kalifata. Napad, ki ga je podprl tudi papež Viktor III., je postal znan kot mahdijski vojni pohod.  Napadalci so osvojili mesto, vendar niso vzdržali arabskega protinapada. Zažgali so arabsko ladjevje v mestnem pristanišču in se nato umaknili. Po požigu arabskega ladjevja so Genova, Pisa in Benetke dobile nadzor nad zahodnim Sredozemljem, kar je omogočilo oskrbovanje čet prvega križarskega pohoda po morju. Leta 1092 sta Genova in Pisa s sodelovanjem Alfonza VI. Leonskega in Kastiljskega napadli muslimane v Valenciji in skupaj s četami aragonskega kralja Sanča Ramireza neuspešno oblegali Tortoso.
Genova je v tem obdobju postala pomembno trgovsko središče in njena moč je začela naraščati. Leta 1097 sta prišla v Genovo grenoblski škof Hugo Châteauneufski  in oranžski škof Viljem in pridigala v cerkvi San Siro, da bi zbrala vojake za prvi križarski pohod. Mesto je imelo v tistem času približno 10.000 prebivalcev. Križarskemu pohodu se je pridružilo dvanajst galej, ena ladja in 1.200 vojakov. Ladjevje pod poveljstvom plemičev de Insula in Avvocata je izplulo julija 1097. Med vojno je prevažalo in podpiralo križarje predvsem med obleganjem Antiohije leta 1098, ko je blokiralo mesto z morja, vojaki pa so sodelovali v obleganju mesta. V obleganju Jeruzalema leta 1099 so sodelovali genovski samostrelci pod poveljstvom Guglielma Embriaca.
Po osvojitvi Antiohije 3. maja 1098 je Genova sklenila zavezništvo z vladarjem novoustanovljene Antioške kneževine Bohemondom Tarantskim in od njega dobila v Antiohiji glavni stan, cerkev sv. Janeza in 30 hiš. 6. maja 1098 se je del genovske vojske vrnil v Genovo z relikti sv. Janeza Krstnika, ki jih je dobila Genovska republika za vojaško sodelovanje v prvi križarski vojni. Poleg tega je dobila tudi mnogo naselij na Srednjem vzhodu in ugodne trgovinske pogodbe in sklenila zavezništvo z jeruzalemskim kraljem Balduinom I. Balduin je zavezništvo utrdil tako, da je Genovi dal tretjino Arsufskega gospostva, tretjino Cezareje, tretjino Akona in dohodke akonskega pristanišča.  Poleg tega je vsako leto dobila 300 bizantov in tretjino Balduinovih osvojenih ozemelj, če je v tistem osvajalnem pohodu sodelovalo najmanj 50 genovskih vojakov. Močna genovska mornarica je njenim trgovcem zagotovila številne ugodne trgovske pogodbe in genovski trgovci so obvladovali velik del bizantinske, tripolijske, antioške, armenske in egiptovske blagovne menajve. Po Saladinovih vojnih pohodih po Bližnjem vzhoduje izgubila nekaj svojih ozemelj, obdržala pa je pravice do svobodnega trgovanja z Egiptom in Sirijo.
Republika je leta 1147 pomagala cesarju Alfonzu VII. v obleganju Almerije. Po osvojitvi mesta je dala svojo tretjino mesta v zakup svojemu meščanu Otonu Bonvillanskemu, ki je moral priseči zvestobo in obljubiti, da bo mesto stalno branil s tristo možmi. Genova je med širjenjem svojega vpliva očitno že zelo zgodaj podeljevala prekomorske posesti svojim državljanom, s čimer je njihovo neposredno upravljanje preko republiške administracije prenesla na posredno upravljanje preko zakupnikov.

### 13. in 14. stoletje
V 13. stoletju se je začelo trgovinsko in kulturno rivalstvo med Genovsko in Beneško republiko. Beneška republika je igrala pomembno vlogo v četrti križarski vojni, v kateri je energijo zahodnoevropskih križarjev preusmerila v uničenje svojega nekdanjega zaščitnika in trenutnega trgovskega tekmeca  Konstantinopla. Benečani so za svojo podporo v vojni novoustanovljenemu Latinskemu cesarstvu vsilili svoje trgovinske pravice in dobili nadzor nad velikim delom trgovine v vzhodnem Sredozemlju. Da bi povrnila nadzor nad sredozemsko trgovino, se je Genovska republika povezala z nikejskim cesarjem Mihaelom VIII. Paleologom, ki je želel ponovno osvojiti Konstantinopel in obnoviti Bizantinsko cesarstvo. Marca 1261 je sta Genova in Nikejsko cesarstvo v Nimfeju podpisala pogodbo o zavezništvu in 25. julija istega leta so nikejske čete pod poveljstvom Alekseja Strategopula osvojile Konstantinopel. Genova je po osvojitvi dobila pravice za svobodno trgovanje v Latinskem cesarstvu in številna  pristanišča, trgovske postaje in naselja na mnogih egejskih otokih. Najpomembnejša sta bila otoka Hios in Lesbos in mesto Smirna (Izmir).
Genova in Pisa sta postali edini državi s trgovinskimi pravicami na Črnem morju. V 13. stoletju sta republiki osvojili številna naselja na Krimu, kjer so Genovežani ustanovili kolonijo Caffa (Teodosija). Zavezništvo z obnovljenim Bizantinskim cesarstvom, ki je večino trgovinskih ugodnosti dalo prav Genovi,  je povečalo njeno bogastvo in moč in istočasno zmanjšalo obseg beneškega in pisanskega trgovanja. Leta 1282 se je korziški sodnik Sinucello uprl genovski oblasti in poklical na pomoč Piso, ki je nato poskušala dobiti nadzor nad trgovino in upravo na Korziki. Avgusta 1282 je zato del genovske flote blokiral pisansko trgovino pri reki Arno. Leta 1283 sta se obe republiki pripravljali na odkrito vojno. Genova je zgradila 120 galej, od katerih je bilo 60 v lasti republike, 60 pa  najetih pri zasebnikih. Za posadke ladij in vojake je najela več kot 15.000 plačancev. Pisansko ladjevje se je leta 1283 izogibalo neposrednemu spopadu in poskušalo izčrpati Genovežane. 5. avgusta 1283 je kljub temu prišlo do pomorske bitke pri Meloriji, v kateri je sodelovalo 93 genovskih ladij pod poveljstvom Oberta Doria in Benedetta Zaccaria, in 72 pisanskih ladij pod poveljstvom Alberta Morosinija in Ugolina Gherardesca. Genovežani so porazili Pisance, zajeli 30 njihovih ladij in sedem potopili. V bitki je bilo ubitih 8.000 od 14.000 pisanskih vojakov in mornarjev. Pisa se po porazu kot pomorska sila nikoli več ni popolnoma opomogla, kar je za Genovo pomenilo pridobitev popolnega nadzora nad trgovino na Korziki. Korzika je bila uradno priključena k republiki leta 1347. Sardinsko mesto Sassari, ki je bilo pod pisansko oblastjo, je postalo komuna pod genovsko oblastjo. Oblast nad Sardinijo kljub temu nikoli ni v celoti prešla v genovske roke, ker so jo vse do 15. stoletja kratili aragonski kralji Neapeljskega kraljestva.
Genovski trgovci so prodirali tudi proti jugu na Sicilijo in v muslimansko severno Afriko, kjer so ustanavljali trgovske kolonije, kupovali zlato, ki je pripotovalo z juga preko Sahare, in odpirali skladišča ob atlantski obali vse do Saléja in Safija v današnjem Maroku.
Leta 1283 se je prebivalstvo Sicilijanskega kraljestva uprlo anžujski oblasti. Po uporu, ki je postal znan kot Sicilijanske večernice, so v kraljestvu zavladali Aragonci. Genova, ki je podpirala Aragonce, je za svojo podporo dobila proste trgovinske in izvozne pravice v Sicilijanskem kraljestvu. Dobiček so imeli tudi genovski bankirji, ki so začeli posojati denar novemu sicilijanskemu plemstvu.
Genova je bila mnogo več samo kot trgovec z dišavami in začimbami, ki so prihajale z vzhoda. Gonilna sila njenega gospodarstva so bile tkalnice svilenih tkanin iz uvoženih svilenih prej, ki so posnemale simetrične vzorce z bizantinskih in sasanidskih svilenih tkanin.

### Upadanje
Zaradi gospodarske krize v Evropi v poznem 14. stoletju in dolge vojne z Benetkami, ki je dosegla višek s porazom v odločilni bitki pri Chioggi leta 1380, je moč Genovske republike začela upadati. Pred vojno za Chioggio, ki je trajala od leta 1379 do 1381, so imeli Genovežani pomorsko premoč, ki je bila vir njihove moči in trdnega položaja v severni Italiji. Po vojni so jo tekmeci izrinili iz vzhodnosredozemskih tržišč in Genovska republika je začela nazadovati. Drug pomemben vpliv na nazadovanje je imelo vedno močnejše Osmansko cesarstvo, zaradi katerega se je močno zmanjšalo trgovanje na Egejskem in Črnem morju.
Genova je bila zatem dolgo časa pod francosko ali milansko okupacijo. Republika je svojo najnižjo točko dosegla v letih 1499 do 1525, ko je bila pod skoraj stalno francosko okupacijo. 30. maja 1522 so Genovo s pomočjo svojih zaveznikov med mestno gospodo zasedli Španci in mesto neusmiljeno oplenili. Ko se je veliki admiral Andrea Doria iz vplivne genovske družine Doria povezal s cesarjem Karlom V., da bi izgnal Francoze in obnovil genovsko neodvisnost, se je s posojilom 1528 mark cesarju Karlu odprlo novo področje genovskih dejavnosti – bančništvo.

### Zlata doba genovskih bankirjev
Genova je potem kot mali družabnih Španskega cesarstva preko svojih bankirjev, še posebno tistih, ki so iz svojih predstavništev v Sevilji financirali španske posle v tujini, doživela nekakšno oživljenje. Francoski zgodovinar Fernand Braudel je obdobje od leta 1557 do 1627 imenoval kar "obdobje Genovežanov, katerih vloga je bila tako diskretna in prefinjena, da je zgodovinarji dolgo časa niso opazili". Genovsko trgovanje je ostalo zelo odvisno od obvladovanja sredozemskih pomorskih trgovskih poti, resen udarec pa je mu je prizadela izguba otoka Hiosa, ki so ga leta 1566 osvojili Turki.
Odpiranje Španije za konzorcij genovskih bank se je začelo z državnim bankrotom kralja Filipa II. leta 1557, ki je v nemških bankah povzročil kaos in končal kraljevanje Fuggerjev kot španskih finančnikov. Genovski bankirji so se držali okornega habsburškega bančnega sistema s tekočimi krediti in zanesljivo rednimi prihodki. V zameno so manj redne pošiljke ameriškega srebra hitro prenesli iz Sevilje v Genovo in si tako zagotovili kapital za naslednje  posle. Genovski bankir Ambrogio Spinola, markiz de los Balbases, na primer, je bil dovolj bogat, da je sam organiziral in vodil vojsko, ki se je v osemdesetletni vojni na začetku 17. stoletja bojevala na Nizozemskem. Upadanje španske moči v 17. stoletju je povzročilo tudi upadanje genovske moči. Španski dvor je pogosto bankrotiral, kar je uničilo mnogo genovskih trgovskih hiš. Zaradi zavezništva s Španijo je Genovo leta 1684 za kazen močno obstreljevalo francosko ladjevje.

### Francoska osvojitev
V 18. stoletju je Genova še naprej počasi propadala. Leta 1742 je morala tunizijskemu begu prepustiti svojo zadnjo posest na Sredozemlju otok trdnjavo Tabarko, leta 1768 pa je morala zaradi upora po Versajski pogodbi Francozom odstopiti Korziko.
Leta 1745 se je proti svoji volji vključila v avstro-ogrsko nasledstveno vojno. Genovčani so se bali, da bo njihov smrtni sovražnik Piemont priključil marko Finale Ligure in s tem prepolovil njihovo republiko, zato so podprli burbonsko Francijo in Španijo. Njihova odločitev je imela katastrofalne posledice: kapitulacijo Avstrijcev 6. septembra 1746, velik upor prebivalstva decmbra 1746 in obleganje Genove leta 1747, ki se je končalo s podpisom mirovne pogodbe v Aix-la-Chapellu. Gospodarska oživitev v 1780. letih je bila kratkotrajna: leta 1797 je Genovo okupirala Napoleonova revolucionarna armada, ki je  strmoglavila staro elito, ki je vladala republiki skozi vso njeno zgodovino, in ustanovila tako imenovano Ligursko ljudsko republiko pod skrbnim nadzorom Napoleonove Francije.
Po Napoleonovi prisvojitvi oblasti v Franciji je bila sprejeta bolj konzervativna ustava. Ligurska republika je bila leta 1805 ukinjena in priključena k Franciji kot departmaji Apennins, Gênes in Montenotte. Po Napoleonovem porazu leta 1814 je lokalna elita na pobudo britanskega agenta lorda Williama Bentincka razglasila obnovitev stare Genovske republike, po sklepu Dunajskega kongresa pa je Genova pripadla Sardinijskemu kraljestvu. Britanske čete so decembra 1814 republiko zatrle in jo  3. januarja 1815 priključile Kraljevini Sardiniji. 